# 川头水库
川头水库是中国吉林省四平市双辽市境内的一座水库，位于温德河上，建于1968年。水库正常库容为443万立方米，集雨面积为184平方千米，海拔为166.33米。